# Cat Stevens
Yusuf Islam (n. Steven Demetre Georgiou, n. 21 iulie 1948, Greater London, Anglia, Regatul Unit), cunoscut sub numele de scenă Cat Stevens, mai târziu Yusuf, este un cântăreț, instrumentist și compozitor britanic din Londra, cu origini grecești și suedeze, convertit la islam.. Genurile sale de muzică sunt pop, rock și, mai târziu, muzică islamică.. În 2014 a fost introdus în Rock and Roll Hall of Fame. 